# ロマーニャ語
ロマーニャ語（ロマーニャご、ロマーニャ語: Rumagnôl、英: Romagnol）は、エミリア・ロマーニャ語の方言である。おもにイタリア北東部のロマーニャ地方（エミリア＝ロマーニャ州）やマルケ州北部、サンマリノ共和国で話されている。

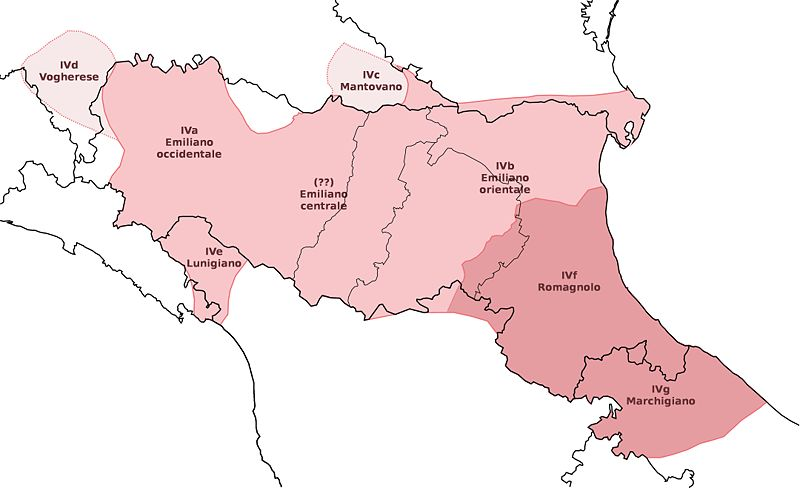
エミリア・ロマーニャ語の分布とその方言。
エミリア語
ロマーニャ語